# Histona deacetilasa
Las histona deacetilasas (o HDAC) son un tipo de enzimas implicadas en la eliminación de los grupos acetilo de los residuos de lisina en las histonas. Esta actividad enzimática es la opuesta de la que llevan a cabo las histona acetiltransferasas (HAT). Las HDAC también son referidas como lisina deacetilasas  (KDAC), con el fin de describir de un modo más preciso tanto su diana como su función, lo que incluye numerosas proteínas no histonas.

## Superfamilia de histonas deacetilasas
Junto con las acetilpoliamina amidohidrolasas y las proteínas que utilizan acetoína, las HDACs conforman una superfamilia de proteínas conocida como superfamilia histona deacetilasa.
Las HDAC se expresan generalmente en todos los tejidos, aunque su expresión cambia cuantitativamente según el tipo. 

## Clases de HDACs en eucariotas superiores
Las HDACs son clasificadas sobre la base de la identidad de secuencia y a la organización de los dominios:
| Clase | Miembros                                                                  | Localización subcelular        | Distribución en tejidos                       | Sustratos                                           | Interacciones                                                                                 | Fenotipo de knockout                                                            |
| ----- | ------------------------------------------------------------------------- | ------------------------------ | --------------------------------------------- | --------------------------------------------------- | --------------------------------------------------------------------------------------------- | ------------------------------------------------------------------------------- |
| I     | HDAC1                                                                     | Núcleo                         | Ubicua                                        | Receptor androgénico, NR0B2, p53, MyoD, E2F1, STAT3 | -                                                                                             | Letalidad en embriones, acetilación aumentada de histonas, aumento de p21 y p27 |
| I     | HDAC2                                                                     | Núcleo                         | Ubicua                                        | Receptor de glucocorticoides, YY1, BCL6, STAT3      | -                                                                                             | Defectos cardiacos                                                              |
| I     | HDAC3                                                                     | Núcleo                         | Ubicua                                        | NR0B2, YY1, GATA1, RELA, STAT3, MEF2D               | NCOR1                                                                                         | -                                                                               |
| I     | HDAC8                                                                     | Núcleo/Citoplasma              | Ubicua                                        | -                                                   | SMG5                                                                                          | -                                                                               |
| IIA   | HDAC4                                                                     | Núcleo/Citoplasma              | Corazón/Músculo esquelético/Cerebro           | GCM1, GATA1, HP1                                    | RFXANK                                                                                        | Defectos en diferenciación de condrocitos                                       |
| IIA   | HDAC5                                                                     | Núcleo/Citoplasma              | Corazón/Músculo esquelético/Cerebro           | GCM1, SMAD7, HP1                                    | PHB2, receptor de estrógeno                                                                   | Defectos cardiacos                                                              |
| IIA   | HDAC7                                                                     | Núcleo/Citoplasma/ Mitocondria | Corazón/Músculo esquelético/Páncreas/Placenta | PLAG1, PLAG2                                        | HIF1A, BCL6, receptor de endotelina, receptor androgénico, α-actinina 1, α-actinina 4, HTATIP | Aumento de MMP10                                                                |
| IIA   | HDAC9                                                                     | Núcleo/Citoplasma              | Corazón/Músculo esquelético                   | -                                                   | FOXP3                                                                                         | Defectos cardiacos                                                              |
| IIB   | HDAC6                                                                     | Núcleo/Citoplasma              | Corazón/Hígado/Riñón/Placenta                 | α-tubulina, Hsp90, NR0B2, SMAD7                     | RUNX2                                                                                         | -                                                                               |
| IIB   | HDAC10                                                                    | Núcleo/Citoplasma              | Hígado/Bazo/Riñón                             | -                                                   | -                                                                                             | -                                                                               |
| III   | Sirtuinas de mamíferos (SIRT1, SIRT2, SIRT3, SIRT4, SIRT5, SIRT6 y SIRT7) | -                              | -                                             | -                                                   | -                                                                                             | -                                                                               |
| III   | Sirtuinas de S. cerevisiae                                                | -                              | -                                             | -                                                   | -                                                                                             | -                                                                               |
| IV    | HDAC11                                                                    | Núcleo/Citoplasma              | Cerebro/Corazón/Músculo esquelético/Riñón     | -                                                   | -                                                                                             | -                                                                               |

## Subtipos de HDAC
Las deacetilasas (HDAC) se dividen en cuatro grupos según su función y la similitud de la secuencia de ADN que reconocen. 
Los dos primeros grupos son considerados HDACs "clásicas", cuyas actividades son inhibidas por tricostatina A (TSA), mientras que el tercer grupo pertenece a una familia de proteínas NAD+-dependientes que no se ven afectadas por la TSA. 
Se han encontrado homólogos de estos tres grupos en levaduras con los siguientes nombres: potasio reducido dependiente 3 (Rpd3), que corresponde a la clase I; histona deacetilasa I (hda1), que corresponde a la clase II; regulador de información silente 2 (Sir2), que corresponde a la clase III. El cuarto grupo es considerado atípico, ya que únicamente se asemeja a los otros tres en la similitud de la secuencia de ADN que reconoce.

## Localización subcelular
Dentro de las HDACs de clase I, las HDACs 1, 2 y 8 se localizan principalmente en el núcleo, mientras que la HDAC 3 se encuentra tanto en el núcleo como en el citoplasma y asociada a membrana. Las HDACs de clase II (HDACs 4, 5, 6, 7, 9 y 10) son capaces de entrar y salir del núcleo dependiendo de la señal que reciban. HDAC 6 es una enzima citoplásmica asociada a microtúbulos. Su función consiste en desacetilar la tubulina, la proteína Hsp90 y la cortactina, y es capaz de formar complejos con otras proteínas, razón por la cual se encuentra implicada en diversos procesos biológicos.

## Función
Las histonas suelen estar cargadas positivamente debido a los grupos amino presentes en los residuos de lisina y arginina. Estas cargas positivas ayudan y afianzan la interacción con las cargas negativas de los grupos fosfato del esqueleto carbonado del ADN. La acetilación, una reacción que se produce corrientemente en la célula, neutraliza las cargas positivas de las histonas, convirtiendo las aminas en amidas y reduciendo así la capacidad de las histonas para unirse al ADN. Esta reducción de la afinidad de unión permite la expansión de la cromatina y así la transcripción genética de esa región cromosómica. Las histona deacetilasas eliminan los grupos acetilo, incrementando la carga positiva de las histonas y por tanto la afinidad de éstas por el ADN. Este incremento de la unión condensa la estructura del ADN, impidiendo la transcripción.
Las histona deacetilasas están involucradas en una serie de rutas metabólicas que, de acuerdo a la Kyoto Encyclopedia of Genes and Genomes (KEGG), son:
- Procesamiento de información ambiental, transducción de señales, ruta de señalización Notch PATH:ko04330
- Procesos celulares, crecimiento y muerte celular, ciclo celular PATH:ko04330
- Enfermedades humanas, cáncer, leucemia mieloide aguda PATH:ko05220

La acetilación de histonas juega un papel muy importante en la regulación de la expresión génica. La cromatina hiper-acetilada estará transcripcionalmente activa, y la hipo-acetilada estará silenciada. Un estudio llevado a cabo en ratones pudo encontrar un subconjunto de genes de ratón (7%) que estaban totalmente desregulados en ausencia de HDAC1. Este estudio también pudo determinar la regulación cruzada existente entre HDAC1 y HDAC2, lo que sugería que HDAC1 poseía una función adicional como coactivador transcripcional. La expresión de HDAC1 se vio incrementada en el córtex prefrontal de pacientes con esquizofrenia, lo que se correlacionaba negativamente con la transcripción del ARNm de GAD67.
Aunque la función predominante de las HDACs se relaciona con la regulación de la transcripción por modificación de histonas y de la estructura de la cromatina, se ha podido comprobar que esta no es su única función. La función, actividad y estabilidad de ciertas proteínas puede estar controlada por modificaciones postraduccionales. Entre estas modificaciones, la más conocida y mejor estudiada hasta la fecha es la fosforilación de proteínas, mediante la cual ciertos residuos son fosforilados, por la acción de proteína quinasas, o defosforilados, por la acción de fosfatasas. Por el contrario, la acetilación de residuos de lisina es una modificación mucho menos estudiada, pero que está adquiriendo gran importancia como mecanismo análogo a la fosforilación, mediante el cual proteínas no histonas son modificadas por acetilasas o deacetilasas. Es en este contexto donde se ha encontrado que las HDACs interaccionan con una serie de proteínas no histonas, algunas de las cuales son factores de transcripción o correguladores, y otras no. Cabe destacar algunos ejemplos de estas actividades de las HDACs no relacionadas con histonas ni cromatina:
- HDAC6 está asociada a los agresomas. Los agregados de proteínas mal plegadas son marcados por ubiquitinación y eliminados del citoplasma conducidos por la dineína por la red de microtúbulos hasta unos orgánulos denominados agresomas. La HDAC6 une proteínas mal plegadas y poliubiquitinizadas, y las acopla a los motores de dineína, permitiendo el transporte físico hasta los proteasomas para su correspondiente destrucción.[15]
- PTEN es una importante fosfatasa implicada en la señalización de la vía del fosfoinositol y de la ruta AKT/PI3 quinasa. PTEN pertenece a un complejo regulador que controla las rutas de fosforilación, ubiquitinización, oxidación y acetilación. La acetilación de PTEN por la histona acetiltransferasa PCAF puede estimular su actividad. Por el contrario, la desacetilación de PTEN por la deacetilasa SIRT1, y aparentemente también por HDAC1, puede reprimir su actividad.[16][17]
- APEX es una proteína multifuncional que posee tanto actividad reparadora del ADN como actividad de regulador transcripcional asociada con estrés oxidativo. APEX es acetilado por PCAF; en cambio, se mantiene estable asociada y desacetilada por las HDACs de clase I. El estado acetilado de APEX no parece afectar su actividad reparadora de ADN, pero sí regula su función transcripcional, modificando su capacidad de unirse al ADN, concretamente, al promotor PTH que precede y regula la expresión del gen de la parathormona.[18][19]
- NF-kB es un factor de transcripción clave y una molécula efectora implicada en la respuesta de la célula a estrés. Se compone de dos subunidades que conforman el heterodímero p50/p65. La subunidad p65 es controlada por acetilación vía PCAF y por deacetilación vía HDAC3 y HDAC6.[20]

## Inhibidores de HDACs
Los inhibidores de histona deacetilasas (HDIs) poseen una larga historia como fármacos utilizados en psiquiatría y neurología, como es el ácido valproico, por presentar una acción estabilizadora y anti-epiléptica. Más recientemente, los HDIs han sido empleados como mitigadores en el tratamiento de enfermedades neurodegenerativas. También en los últimos años, se ha llevado a cabo un esfuerzo notable en el desarrollo de HDIs para terapias del cáncer, como vorinostat, que ha sido aprobado recientemente para el tratamiento del linfoma cutáneo de células T (CTCL). El mecanismo exacto por el que funcionan estos compuestos aún no está claro, pero parece estar relacionado con rutas de regulación epigenética. Además, un ensayo clínico está estudiando el efecto del ácido valproico sobre las partículas víricas de VIH en personas infectadas. Los HDIs están siendo actualmente propuestos como quimiosensores en quimioterapia citotóxica o en radioterapia, o bien asociados con inhibidores de la metilación del ADN, basados en la sinergia entre ambos compuestos observada en ensayos in vitro.
Los HDIs también tienen efectos en proteínas no histonas que están relacionadas con el proceso de acetilación. Los HDIs pueden alterar el grado de acetilación de estas proteínas y así incrementar o reprimir su actividad. Para los cuatro ejemplos mostrados anteriormente en el caso de las HDACs con actividades sobre proteínas no histonas (véase apartado de "Función"), cabe destacar un HDI denominado tricostatina A (TSA), capaz de bloquear la actividad de todas ellas. Las HDIs han demostrado ser capaces de alterar la actividad de multitud de factores de transcripción, como ACTR, cMyb, E2F1, EKLF, FEN1, GATA, HNF-4, HSP90, Ku70, NFκB, PCNA, p53, proteína del retinoblastoma, Runx, SF1, Sp3, STAT, TFIIE, TCF y YY1.
Els inhibidors de les HDAC indueixen a canvis específics en l'expressió gència i influeixen en altres processos com la detenció del creixement, la diferenciació, la citotoxicitat i la inducció a la apoptosi. 
Un inhibidor de la Histona deacetilasa es el Abexinostat.